# Alexander Gawrilowitsch Golowkin

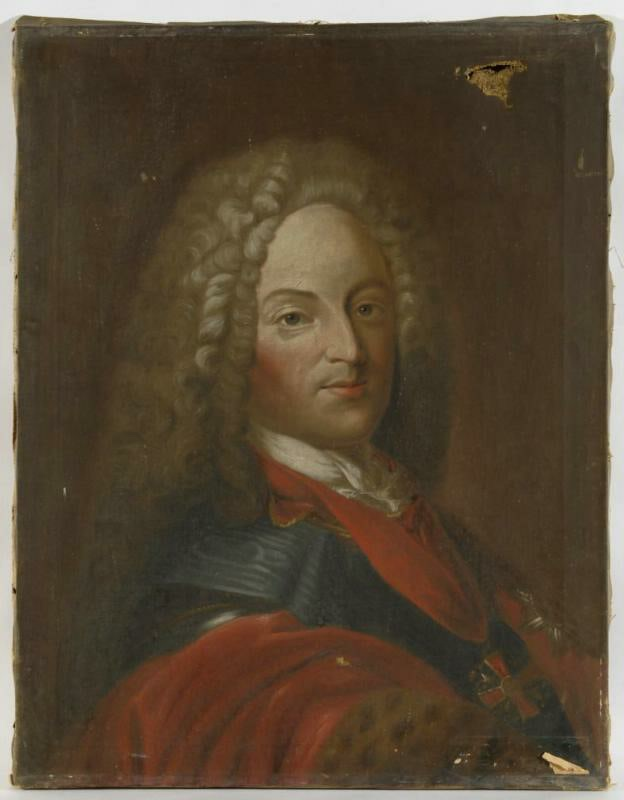
Porträt des Grafen Alexander Gawrilowitsch Golowkin

Graf Alexander Gawrilowitsch Golowkin (russisch Александр Гаврилович Головкин; 10. Augustjul. / 20. August 1688greg. in Moskau; † 4. Novemberjul. / 15. November 1760greg. in Rijswijk), war ein russischer Gesandter in Berlin, Paris und im Haag.

## Leben

### Herkunft und Familie
Alexander war ein Sohn des russischen Kanzlers Gabriel Iwanowitsch Golowkin (1660–1734). Aus seiner 1715 mit Burggräfin Katharina zu Dohna-Ferrassieres (1694–1768) geschlossenen Ehe hatte er zahlreiche Kinder.

### Werdegang
Während seiner 1704 begonnenen Grand Tour hatte er Bildungsaufenthalte in Leipzig und Berlin, kehrte 1707 über Paris, Holland, Wien, Ungarn und die Walachei nach Russland zurück. Nach seiner Ankunft wurde er zum Kammerherrn ernannt und in das Diplomatische Corps der Staatskanzlei aufgenommen. Eine seiner ersten Missionen war die Anberaumung der Heirat des Kronprinzen mit Prinzessin von Braunschweig-Wolfenbüttel. 1711 wurde er außerordentlicher Gesandter und bevollmächtigter Minister in Berlin. Eine seiner wichtigsten Aufgaben war die Einbindung Preußens im Großen Nordischen Krieg wider die Schweden. Golowkin wurde 1721 abberufen, vormals anlässlich in Berlin mit dem Schwarzen Adlerorden geehrt. Er wurde dann 1723 Senator. Von 1727 bis 1731 war er Gesandter in Paris. Während dieser Zeit wurde er 1729 zum Wirklichen Geheimen Rat (2. Rangklasse) ernannt und nahm als bevollmächtigter Minister an den europäischen Kongressen in Cambrai (1727) und Soissons (1728–1731) teil. Er beschloss seine Laufbahn als Gesandter im Haag, war er von 1731 bis 1759 war. 1740 wurde ihm der Alexander-Newski-Orden und der Orden des Heiligen Andreas des Erstberufenen verliehen.
Golowkin war zum Protestantismus konvertiert und mit Jean-Jacques Rousseau befreundet.